# ベルム (クックスハーフェン郡)
ベルム（ドイツ語: Belum、低地ドイツ語: Belen）は、ドイツ連邦共和国ニーダーザクセン州クックスハーフェン郡ザムトゲマインデ・ラント・ハーデルンに属す町村（以下、本項では便宜上「町」と記述する）である。

## 地理

### 位置
ベルムはクックスハーフェン郡のオーステ川河口およびエルベ川下流域に直接面しており、ザムトゲマインデ・ラント・ハーデルンに属している。
現在のオーステ川は、エルベ川のやや東寄りに運河で合流する。これは1964年にオーステダムが建設され、古い川筋が2つの幅広いダムで閉鎖されたためである。つまり、オーステダムによってオーステ湖が形成されたためである。

### 自治体の構成
- バールドルフ
- ベルム（首邑）
- ベルマーダイヒ
- ホランダーホーフ
- ケーディングブルーフ
- ケーニヒスヴィッシュ
- ヴェステルンドルフ

## 歴史

### 地名
ベルムの北にはエルベ川に向かうオーステ川の旧河口があり、地名はこの地理的な位置に由来している。このエルベ川の支流は「土地の裂け目」を意味する Beilheim あるいは Belem と呼ばれており、何世紀もの間に現在の Belum となった。

### 最初の文献記述
ベルムは、1377年3月23日に、ベルム教区とハンザ都市ハンブルクとの条約に初めて記録されている。この条約は、互いに略奪を行わないことを定めたものである。
聖フィトゥス教会は1230年頃に建設され、世紀の変わり目の2000年に多額の費用をかけて修復がなされた。

### 中世
ベルムは、中世にはベルマー・ヴェッテルンの小さな港で知られている。この地域の木材の積み替え港としてこの集落はやや裕福になった。1年に2回市場が開かれた。1週間の聖フィトゥス＝マルクトとかなり長いホルツマルクト（木材市）である。

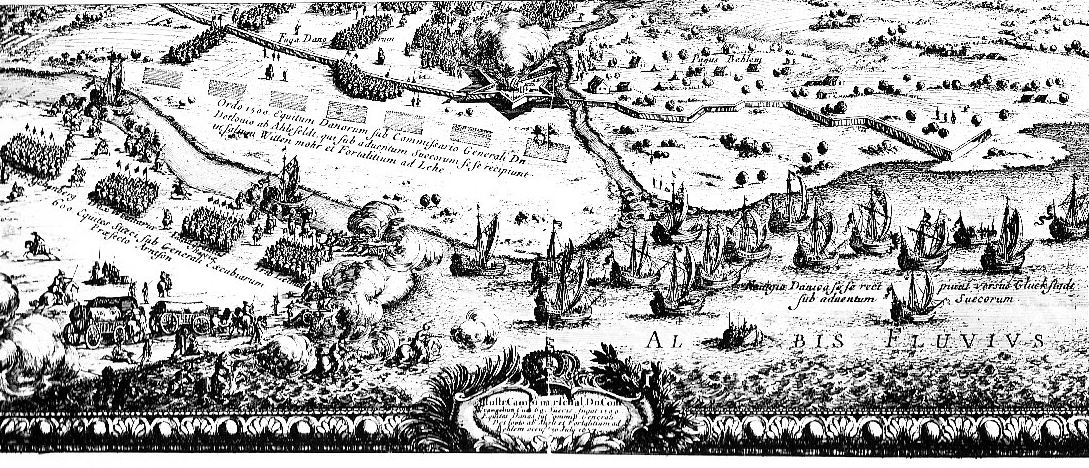
ベルマー砦

### ベルマー砦
オーステ川河口のベルマー砦は三十年戦争の最も重要な防衛施設の1つであった。第二次世界大戦時には、ここに 8.8 cm 高射砲を備えた防空施設があり、ハンブルク方面へ向かう連合軍の爆撃部隊を3度攻撃した。戦後はベルムとケーディングブルーフとの間に NATO の ホークミサイルが配備された。連邦軍の防空廃止に伴い、ここは1990年代に取り壊された。現在は「シャンツェ」（＝砦）という通りの名前とバス停が当時をしのばせる。

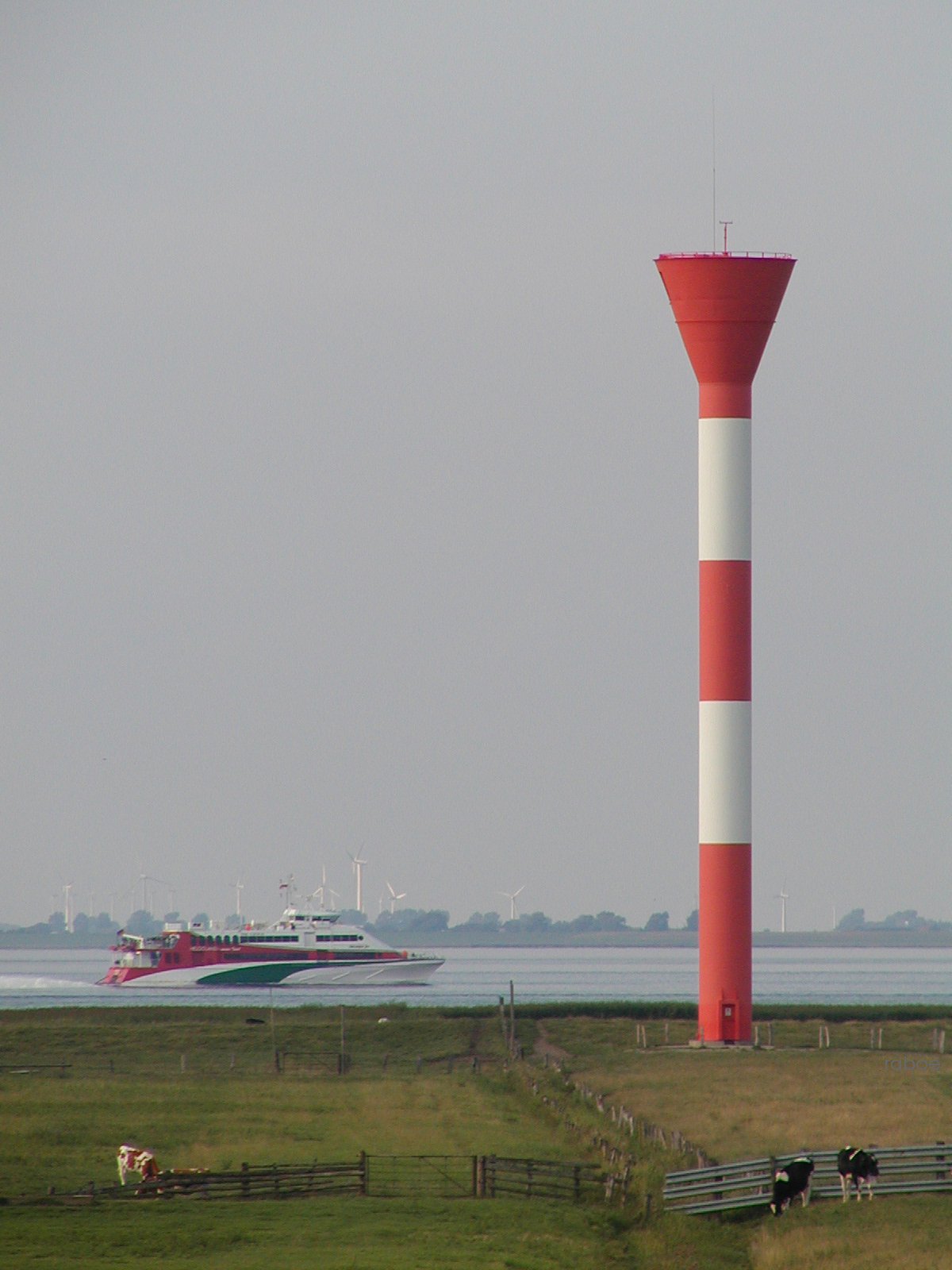
オーバーフォイアー・ベルム

### ベルムの信号灯
ベルムの灯台は、エルベ川と北海の航路標識の1つである。1904年にバリエ灯台に類似の灯台が、オーステ川の堤防に向かい合うオーステ川河口付近のエルベ川の砂州に建設された。茶色い円形のレンガの台座の上にある、プラットフォームと円錐形の茶色い屋根を持つ白い塔は、当初は石油で点灯していた。1927年に可燃性ガスに変更され、250 mm Gürtelleute が取り付けられた。バリエの灯台に向かい合うベルムの灯台は1982年に灯りが消され、1年後に撤去された。現在の「リヒトフォイアーリニー」（信号誘導ライン）は、オーバーフォイアー・ベルムと、1340メートル離れたウンターフォイアー・オッテンドルフからなる。前者は、高さ44メートル、紅白の縞模様の細い塔で、逆円錐形の屋根を戴いている。後者は前者と同時に建設されたが、高さは25メートルしかない。この灯台は、18海里の距離から識別できる。

### 町村合併
1972年7月1日にケーディングブルーフがベルムに合併した。

## 住民

### 人口推移
| 年   | 人口（人） |
| ---- | ---------- |
| 1910 | 676        |
| 1925 | 652        |
| 1933 | 601        |
| 1939 | 565        |
| 1950 | 984        |
| 1961 | 1,120 a    |
| 1970 | 1,079 b    |
| 1987 | 956        |
| 1992 | 963        |
| 1997 | 969        |

| 年   | 人口（人） |
| ---- | ---------- |
| 2002 | 862        |
| 2007 | 832        |
| 2008 | 843        |
| 2009 | 857        |
| 2010 | 829        |
| 2011 | 803        |
| 2015 | 838        |
| 2017 | 825        |
| 0    | 0          |

a 6月6日の人口調査結果。ケーディングブルーフとの合算である。

b 5月27日の人口調査結果。ケーディングブルーフとの合算である。

（出典: 1910、1925–1939、1950、1961–1970 1987–2017 いずれも12月31日)

## 行政

### 議会
ベルムの町議会は、9人の議員で構成されている。これは人口 501人から1,000人のザムトゲマインデに属す町村の議員定数である。議員は5年ごとに住民の選挙で選出される。

### 首長
町議会は、議員のマティアス・ペーター（Bürgerliste Belum/Kehdingbruch）を任期中の名誉職の町長に選出した。

### 紋章
図柄: 青地。金色の土嚢状の基部の上に、金色の翼を持つメルクリウスの帽子。
解説: メルクリウスの帽子は商業のシンボルであり、周辺地域で重要であったベルムのフィトゥスマルクトを表している。土嚢は、特に17世紀の戦争で重要な役割を果たしたベルマー砦を象徴している。

### 年中行事
- ベルム射撃祭: 6月の第2週末[13]
- ケーディングブルーフ射撃祭: 6月の第1週末[13]
- 秋祭り: 9月の第3週末
- ベルム消防団のフォイアーヴェールバル（消防舞踏会）: 10月の最終土曜日

## 関連文献
- Willi Klenck (1957). Heimatbuch des ehemaligen Kreis Neuhaus an der Oste
- Männer vom Morgenstern, ed (1999). „Hake Betken siene Duven“ – Das Sagenbuch von Elb- und Wesermündung (3. Auflage ed.). Bremerhaven. ISBN 978-3-931771-16-4

これらの文献は、翻訳元であるドイツ語版の参考文献として挙げられていたものであり、日本語版作成に際し直接参照してはおりません。